# Cronica amanților săraci (film)

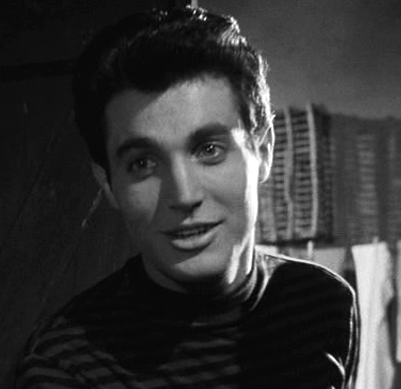
Gabriele Tinti într-o scenă din film

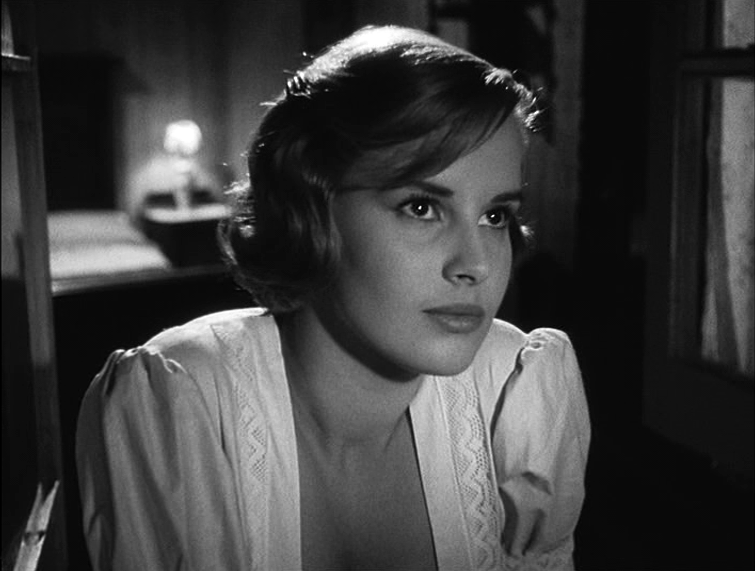
Scenă din film cu Antonella Lualdi

Cronica amanților săraci (titlul original: în italiană Cronache di poveri) este un film dramatic italian, realizat în 1954 de regizorul Carlo Lizzani, după romanul Cronica unor bieți îndrăgostiți al scriitorului Vasco Pratolini, protagoniști fiind actorii Gabriele Tinti, Antonella Lualdi, Marcello Mastroianni și Anna Maria Ferrero. 

## Rezumat
Florența, în anul 1925. Într-o străduță a orașului, Via del Corno, filmul face observarea realistă a vieții cotidiene, a iubirilor, a supărărilor și a disputelor locuitorilor lor. Dar într-un context marcat de ascensiunea fascismului, de supravegherea atentă a Cămășilor Negre, de climatul de suspiciune și denunț, existența nu mai poate fi aceeași ca înainte. Mai ales că luptele mortale dintre fasciști și antifasciști se îndreaptă spre avantajul primilor...

## Distribuție
- Gabriele Tinti – Mario
- Antonella Lualdi – Milena
- Marcello Mastroianni – Ugo
- Anna Maria Ferrero – Gesuina
- Giuliano Montaldo – Alfredo
- Cosetta Greco – Elisa
- Wanda Capodaglio – la „Signora”
- Bruno Berellini – Carlino
- Irene Cefaro – Clara
- Adolfo Consolini – Corrado, zis Maciste
- Eva Vanicek – Bianca
- Mario Piloni – Osvaldo
- Garibaldo Lucii – Staderini
- Ada Colangeli – Fidalma
- Andrea Petricca – Nanni
- Graziella De Roc – Maria

## Premii și nominalizări
- 1954 Festivalul de Film de la Cannes
  - Prix international
- 1954 Nastri d'argento
  - Cea mai bună coloană sonoră
  - Cel mai bun scenariu

## Literatură
- Pratolini, Vasco, Cronica unor bieți îndrăgostiți, tradus de Tatiana Popescu-Ulmu, București, 1962: Editura pentru Literatură Universală, 404 pag.;